# Cluis
Cluis est une commune française située dans le département de l'Indre, en région Centre-Val de Loire.

## Géographie

### Localisation
La commune est située dans le sud du département, dans la région naturelle du Boischaut Sud.
Les communes limitrophes sont : Mouhers (3 km), Gournay (5 km), Maillet (6 km), La Buxerette (6 km), Montchevrier (7 km), Orsennes (9 km) et Saint-Denis-de-Jouhet (10 km).
Les communes chefs-lieux et préfectorales sont : Neuvy-Saint-Sépulchre (8 km), La Châtre (19 km), Châteauroux (30 km), Issoudun (49 km) et Le Blanc (53 km).

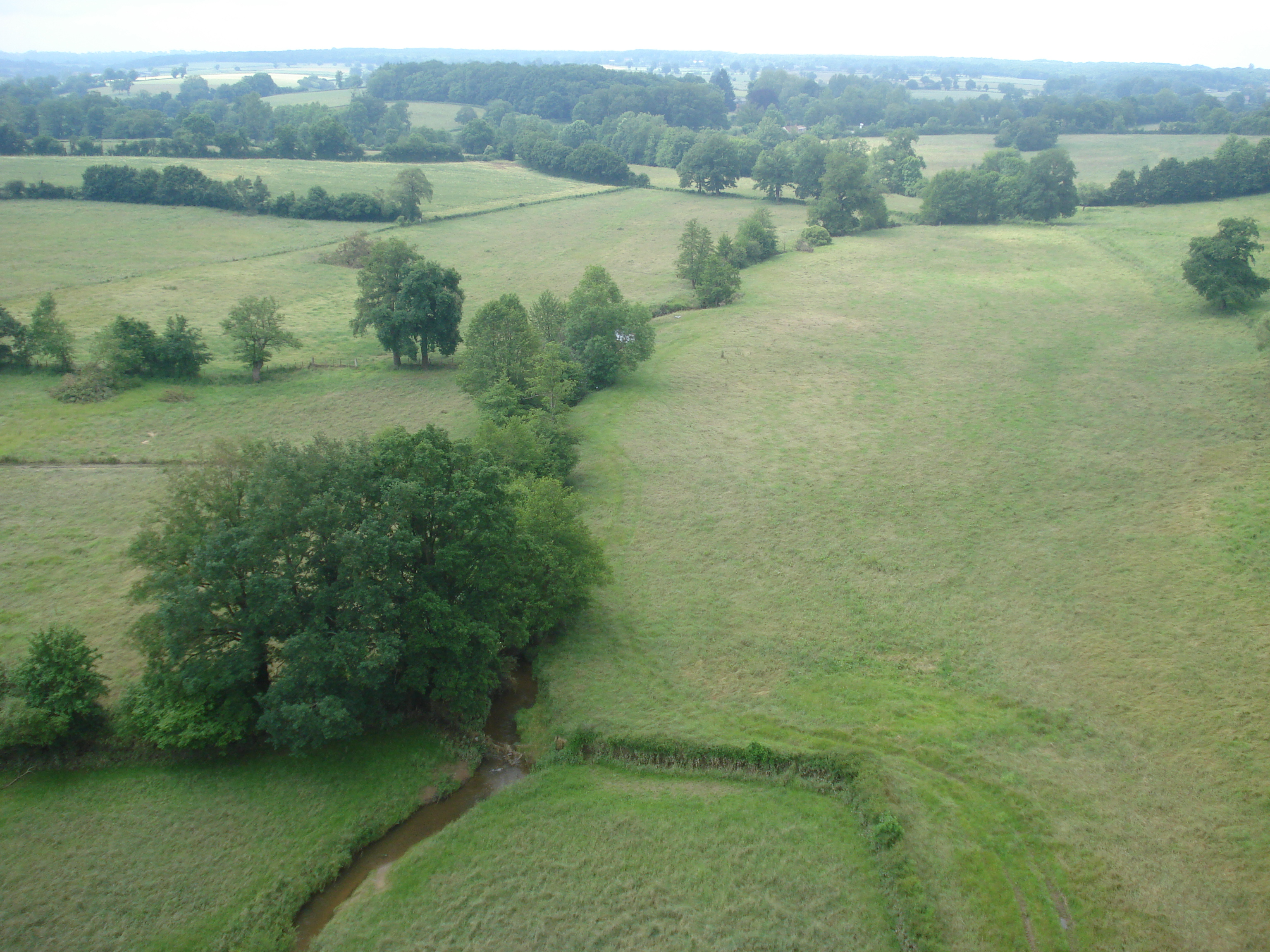
Le Boischaut Sud en 2008.

### Hameaux et lieux-dits
Les hameaux et lieux-dits de la commune sont : Le Montet, Laveau, Cluis-Dessous, les Robinets, les Oranges, Forges et Série. L'habitat dispersé dominait mais le bourg s'étend aujourd'hui grâce aux lotissements (les Valettes ou Ragon).

### Géologie et hydrographie
La commune est classée en zone de sismicité 2, correspondant à une sismicité faible.
Le sol de la commune est très diversifié, une partie contenait des nodules ferreux, qui ont donné lieu à un travail du fer attesté dès l’époque moderne. Cluis fait partie de l’ensemble paysager de la Vallée Noire décrit par George Sand avec ses collines et ses haies typiques.
Le territoire communal est arrosé par les rivières Bouzanne (à l'est) et Auzon (à l'ouest). Sur ces deux rivières étaient installés de nombreux moulins, comme le moulin du Mas sur l'Auzon et jusqu'à cinq moulins sur la Bouzanne, comme le moulin Garand ou le moulin de Cluis-Dessous.

### Climat
Pour des articles plus généraux, voir Climat du Centre-Val de Loire et Climat de l'Indre.
En 2010, le climat de la commune est de type climat océanique dégradé des plaines du Centre et du Nord, selon une étude du CNRS s'appuyant sur une série de données couvrant la période 1971-2000. En 2020, Météo-France publie une typologie des climats de la France métropolitaine dans laquelle la commune est exposée à un climat océanique altéré et est dans la région climatique Ouest et nord-ouest du Massif Central, caractérisée par une pluviométrie annuelle de 900 à 1 500 mm, maximale en automne et en hiver.
Pour la période 1971-2000, la température annuelle moyenne est de 11,1 °C, avec une amplitude thermique annuelle de 15 °C. Le cumul annuel moyen de précipitations est de 837 mm, avec 12,2 jours de précipitations en janvier et 7,5 jours en juillet. Pour la période 1991-2020, la température moyenne annuelle observée sur la station météorologique de Météo-France la plus proche, « Jeu-les-Bois-Auto », sur la commune de Jeu-les-Bois à 15 km à vol d'oiseau, est de 12,0 °C et le cumul annuel moyen de précipitations est de 746,6 mm,. Pour l'avenir, les paramètres climatiques de la commune estimés pour 2050 selon différents scénarios d'émission de gaz à effet de serre sont consultables sur un site dédié publié par Météo-France en novembre 2022.

### Voies de communication et transports
Le territoire communal est desservi par les routes départementales : 38, 42, 54, 75, 123, 124 et 990.
La ligne d'Argenton-sur-Creuse à La Chaussée passait par le territoire communal, une gare desservait la commune. La gare ferroviaire la plus proche est la gare d'Argenton-sur-Creuse, à 21 km.
Cluis est desservie par les lignes H, I et J du Réseau de mobilité interurbaine.
L'aéroport le plus proche est l'aéroport de Châteauroux-Centre, à 40 km.
Le territoire communal est traversé par le sentier de grande randonnée 654.

## Urbanisme

### Typologie
Au 1er janvier 2024, Cluis est catégorisée commune rurale à habitat dispersé, selon la nouvelle grille communale de densité à sept niveaux définie par l'Insee en 2022.
Elle est située hors unité urbaine et hors attraction des villes,.

### Occupation des sols
L'occupation des sols de la commune, telle qu'elle ressort de la base de données européenne d’occupation biophysique des sols Corine Land Cover (CLC), est marquée par l'importance des territoires agricoles (90,4 % en 2018), une proportion sensiblement équivalente à celle de 1990 (90,6 %). La répartition détaillée en 2018 est la suivante :
prairies (51,1 %), terres arables (24,4 %), zones agricoles hétérogènes (14,9 %), forêts (6,9 %), zones urbanisées (2,6 %), mines, décharges et chantiers (0,2 %). L'évolution de l’occupation des sols de la commune et de ses infrastructures peut être observée sur les différentes représentations cartographiques du territoire : la carte de Cassini (XVIIIe siècle), la carte d'état-major (1820-1866) et les cartes ou photos aériennes de l'IGN pour la période actuelle (1950 à aujourd'hui).

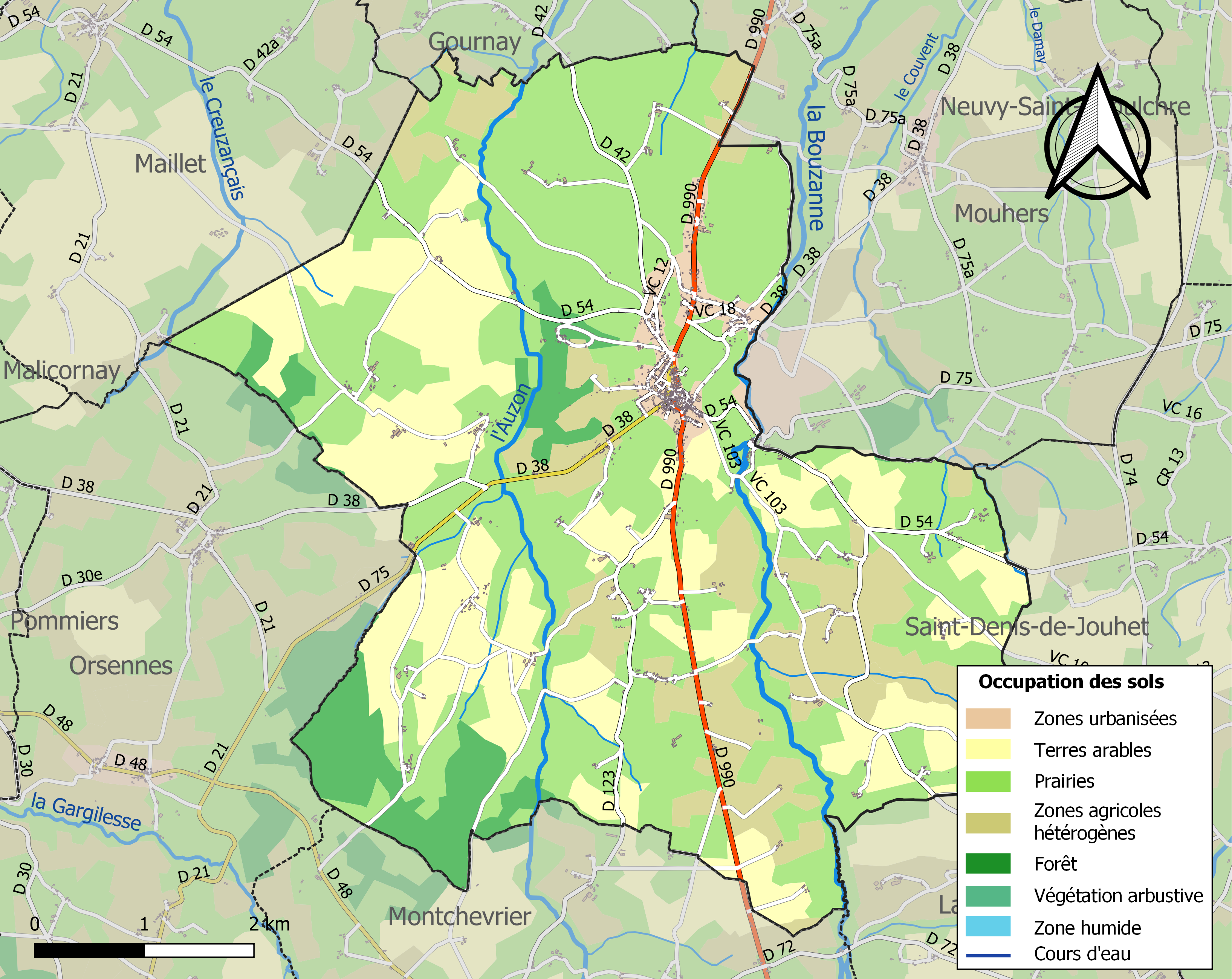
Carte des infrastructures et de l'occupation des sols de la commune en 2018 (CLC).

### Logement
Le tableau ci-dessous présente le détail du secteur des logements de la commune :
| Date du relevé                                              | 2013   | 2015   |
| Nombre total de logements                                   | 753    | 763    |
| Résidences principales                                      | 64,1 % | 63,1 % |
| Résidences secondaires                                      | 15,2 % | 15,6 % |
| Logements vacants                                           | 20,8 % | 21,3 % |
| Part des ménages propriétaires de leur résidence principale | 75,8 % | 75,7 % |

### Risques majeurs
Le territoire de la commune de Cluis est vulnérable à différents aléas naturels : météorologiques (tempête, orage, neige, grand froid, canicule ou sécheresse), mouvements de terrains et séisme (sismicité faible). Il est également exposé à un risque particulier : le risque de radon. Un site publié par le BRGM permet d'évaluer simplement et rapidement les risques d'un bien localisé soit par son adresse soit par le numéro de sa parcelle.

#### Risques naturels

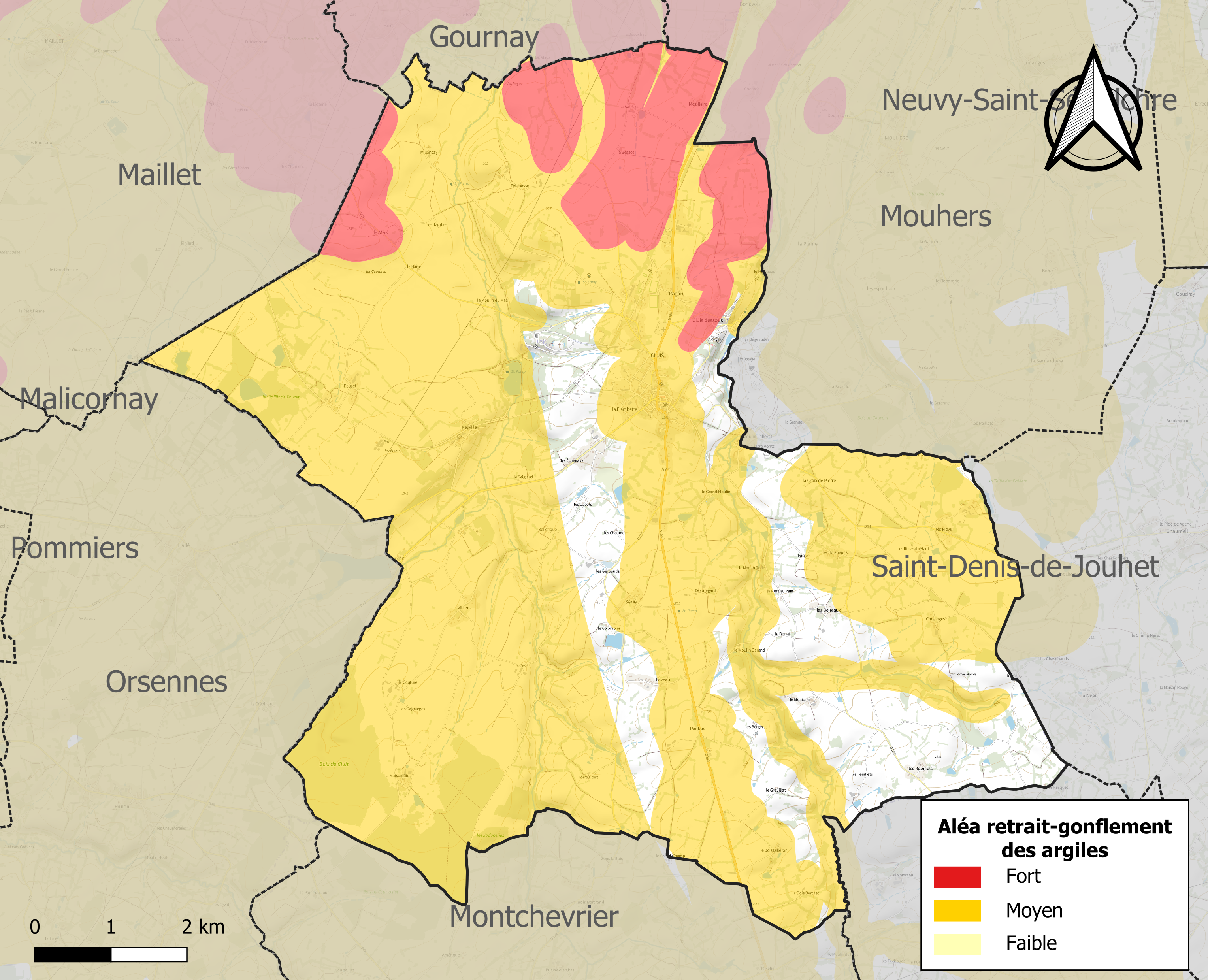
Carte des zones d'aléa retrait-gonflement des sols argileux de Cluis.

Les mouvements de terrains susceptibles de se produire sur la commune sont des tassements différentiels.
Le retrait-gonflement des sols argileux est susceptible d'engendrer des dommages importants aux bâtiments en cas d’alternance de périodes de sécheresse et de pluie. 83,6 % de la superficie communale est en aléa moyen ou fort (84,7 % au niveau départemental et 48,5 % au niveau national). Sur les 698 bâtiments dénombrés sur la commune en 2019, 581 sont en aléa moyen ou fort, soit 83 %, à comparer aux 86 % au niveau départemental et 54 % au niveau national. Une cartographie de l'exposition du territoire national au retrait gonflement des sols argileux est disponible sur le site du BRGM,.
Concernant les mouvements de terrains, la commune a été reconnue en état de catastrophe naturelle au titre des dommages causés par la sécheresse en 1989, 2018 et 2019 et par des mouvements de terrain en 1999.

#### Risque particulier
Dans plusieurs parties du territoire national, le radon, accumulé dans certains logements ou autres locaux, peut constituer une source significative d’exposition de la population aux rayonnements ionisants. Toutes les communes du département sont concernées par le risque radon à un niveau plus ou moins élevé. Selon la classification de 2018, la commune de Cluis est classée en zone 3, à savoir zone à potentiel radon significatif.

## Toponymie
Le nom est attesté sous les formes Cloiensis Castri en 1117, Cluis en 1164 et 1190, Closis en 1212, 1239, 1282 et au XIVe siècle, Closys en 1228, de Cluies en 1242, Cluys en 1318, Cluys-dessoubz en 1461.
Le toponyme semble dérivé du latin clausus « clos, enclos », peut-être en référence à une enceinte ou à une fortification.
Ses habitants sont appelés les Cluisiens.

## Histoire
Des fouilles archéologiques dans le centre du bourg ont révélé des traces d'habitat gallo-romain. Plusieurs villae gallo-romaines ont été repérées aux alentours du village qui devait se trouver un peu à l'écart des grandes voies romaines.
La première mention écrite date de 1001. Il s'agit du premier seigneur connu de Cluis, Giraud, « Cluensis Castri Dominus ». Peu après est cité Boson, « Vir illuster de Closis », seigneur de Cluis et cofondateur de l'église de Neuvy-Saint-Sépulchre.
Entre 1100 et 1150, Cluis est divisé par voie d'héritage en deux fiefs féodaux : Cluis-Dessus et Cluis-Dessous. Deux mottes féodales sont construites, une à proximité du village gallo-romain de Cluis et une deuxième plus au nord-est. Plus tard, ceci entraîne la division en deux de la paroisse. Les deux châtellenies ont dès lors des histoires parallèles mais distinctes. Ainsi en 1152, le seigneur de Cluis-Dessous, Ebbes de Déols, brûle Cluis-Dessus en représailles des attaques du roi Louis VII contre ses terres. Le village et son église sont détruits, parce que leur seigneur avait suivi le roi de France.
Par mariage, la seigneurie de Cluis-Dessous passe entre les mains des Chauvigny à la fin du XIIe siècle. Cette famille s'éteint en 1508 et les biens passent aux Bourbons, par Louise, dernière épouse d'André de Chauvigny (comme Argenton). Après les Bourbon-Montpensier, la châtellenie est vendue avec les seigneuries d'Aigurande et de Sainte-Sévère en 1697 à Nicolas Léonor de Flexelles, marquis de Brégy, ambassadeur en Pologne et en Suède,. La descendance mâle du marquis s'éteint en 1762.
En 1767, le seigneur de Cluis-Dessus, Gabriel de Montaignac, achète la châtellenie de Cluis-Dessous et réunit les deux paroisses. En 1818, la commune de Cluis est formée de la fusion des anciennes communes de Cluis-Dessus et Cluis-Dessous.
Les communautés cluisiennes sont en crise démographique au début du XVIIIe siècle, puisque celle de Cluis-Dessus passe de 232 feux en 1709 à 191 en 1726, et celle de Cluis-Dessous de 33 à 18 seulement dans le même temps. L’hiver de 1709-1710 notamment cause de nombreuses pertes, ainsi que la grande canicule de 1719 (qui tua beaucoup par dysenterie).
Le XIXe siècle est moins agité, les activités agricoles sont nombreuses autour du chanvre  et de la vigne. La population, malgré les crises de 1850 et 1870, augmente jusqu'à atteindre son maximum en 1901 avec 2 340 habitants.
Pendant la Seconde Guerre mondiale, Cluis devient un centre actif de la Résistance. Le lieutenant Albert Gouliard y réunit d'importants effectifs, qui vont constituer en 1944 la 7e compagnie du Groupe Indre-Est de l'Armée Secrète. Le maquis de Cluis réussit le 9 août 1944 à arrêter le général Antoine Berlon, commandant du Premier régiment de France, arrestation qui entraîne le ralliement de cette unité vichyste à la Résistance.

## Politique et administration
La commune dépend de l'arrondissement de La Châtre, du canton de Neuvy-Saint-Sépulchre, de la deuxième circonscription de l'Indre et de la communauté de communes du Val de Bouzanne.
Elle dispose d'un bureau de poste, d'un centre de première intervention et d'un syndicat d'initiative.

### Liste des maires
| Période                                  | Période                  | Identité               | Étiquette | Qualité            |
| ---------------------------------------- | ------------------------ | ---------------------- | --------- | ------------------ |
| 1944                                     | 1947                     | Robert Blanchet        | ?         | ?                  |
| octobre 1947                             | 1953                     | Jules Vove             | ?         | ?                  |
| avril 1953                               | 1953                     | Roger Bonnême          | ?         | ?                  |
| avril 1953                               | 1959                     | Marcel Douard          | PC        | ?                  |
| mars 1959                                | 1965                     | Roger Péricat          | ?         | ?                  |
| mars 1965                                | 1977                     | Armand Benech          |           | Médecin            |
| mars 1977                                | juin 1995                | Hubert Pagnard         | ?         | ?                  |
| juin 1995                                | mars 2008                | Jean-François Pion     | ?         | ?                  |
| mars 2008,                               | mai 2015                 | Michel Gorges          | PS        | Chef de production |
| mai 2015                                 | juin 2020                | Claude Minet           | PS        | Infirmier libéral  |
| juin 2020                                | janvier 2021 (démission) | Hubert de Boisgrollier | ?         | ?                  |
| mars 2021                                | En cours                 | Didier Fleury          | ?         | Retraité           |
| Les données manquantes sont à compléter. |                          |                        |           |                    |

## Population et société

### Démographie
L'évolution du nombre d'habitants est connue à travers les recensements de la population effectués dans la commune depuis 1793. Pour les communes de moins de 10 000 habitants, une enquête de recensement portant sur toute la population est réalisée tous les cinq ans, les populations de référence des années intermédiaires étant quant à elles estimées par interpolation ou extrapolation. Pour la commune, le premier recensement exhaustif entrant dans le cadre du nouveau dispositif a été réalisé en 2004.

En 2022, la commune comptait 979 habitants, en évolution de −2,3 % par rapport à 2016 (Indre : −3 %, France hors Mayotte : +2,11 %).
| 1793  | 1800  | 1806  | 1821  | 1831  | 1836  | 1841  | 1846  | 1851  |
| ----- | ----- | ----- | ----- | ----- | ----- | ----- | ----- | ----- |
| 1 479 | 1 435 | 1 441 | 1 820 | 1 911 | 1 933 | 1 909 | 1 930 | 2 085 |

| 1856  | 1861  | 1866  | 1872  | 1876  | 1881  | 1886  | 1891  | 1896  |
| ----- | ----- | ----- | ----- | ----- | ----- | ----- | ----- | ----- |
| 2 014 | 2 048 | 2 172 | 2 159 | 2 268 | 2 188 | 2 244 | 2 202 | 2 192 |

| 1901  | 1906  | 1911  | 1921  | 1926  | 1931  | 1936  | 1946  | 1954  |
| ----- | ----- | ----- | ----- | ----- | ----- | ----- | ----- | ----- |
| 2 340 | 2 225 | 2 079 | 1 882 | 1 813 | 1 784 | 1 707 | 1 675 | 1 672 |

| 1962  | 1968  | 1975  | 1982  | 1990  | 1999  | 2004  | 2006  | 2009  |
| ----- | ----- | ----- | ----- | ----- | ----- | ----- | ----- | ----- |
| 1 594 | 1 516 | 1 448 | 1 311 | 1 196 | 1 063 | 1 043 | 1 043 | 1 019 |

| 2014  | 2019 | 2022 | - | - | - | - | - | - |
| ----- | ---- | ---- | - | - | - | - | - | - |
| 1 006 | 984  | 979  | - | - | - | - | - | - |

### Enseignement
La commune dépend de la circonscription académique de La Châtre.

### Manifestations culturelles et festivités
Au niveau festivité, on peut pratiquer du saut à l'élastique depuis le viaduc de l'Auzon. Le 1er mai, il y a la « fête du Luma » (escargot en Berrichon) et tous les deux ans, l'association le Manteau d'Arlequin organise un « festival de théâtre », dans la forteresse de Cluis-Dessous.

### Équipement culturel
L'Association de Sauvegarde des Sites de Cluis, Arc-en-Ciel et le Manteau d'Arlequin organisent des animations culturelles régulièrement. La médiathèque François-Bailly est animée par des bénévoles. Elle est ouverte le mercredi de 10h-12h et 15h-17h et le samedi de 10h-12h, rue de la Croix-de-la-Mission.

### Santé
Une maison médicale occupe le 15 rue de 19-Mars-1962. Une médecin, une dentiste et un kinésithérapeute y exercent. Une pharmacie se situe place du Marché-au-Blé.

### Sports
La commune possède comme équipements sportifs deux terrains de tennis (dont un en terre battue), deux terrains de football, un terrain de basket, un gymnase avec tracés de tennis, badminton et basket.

### Médias
La commune est couverte par les médias suivants : La Nouvelle République du Centre-Ouest, Le Berry républicain, L'Écho - La Marseillaise, La Bouinotte, Le Petit Berrichon, L'Écho du Berry, France 3 Centre-Val de Loire, Berry Issoudun Première, Vibration, Forum, France Bleu Berry et RCF en Berry.

### Cultes
La commune de Cluis dépend de l'archidiocèse de Bourges, du doyenné du Boischaut Sud et de la paroisse de Neuvy-Saint-Sépulchre. Le lieu de culte est l'église Saint-Etienne et Saint-Paxent. La Chapelle Notre-Dame de la Trinité de Cluis accueille la messe lors des pèlerinages de la Trinité en juin et en août.

## Économie
La commune se situe dans la zone d’emploi de Châteauroux et dans le bassin de vie de La Châtre.
La commune se trouve dans l'aire géographique et dans la zone de production du lait, de fabrication et d'affinage du fromage Valençay.
Le village présente une offre de commerces diversifiés. L’activité agricole est aussi très importante au cœur d’une région d’élevage particulièrement bovin où les cultures (céréales et oléagineux) n’occupent qu’un cinquième de la surface agricole.

## Culture locale et patrimoine

### Lieux et monuments
- Château de Cluis-Dessous (XIIe et XIIIe siècles) : il accueille tous les étés des chantiers de restauration.
- Château de Puy d'Auzon (XIXe siècle) : c'est la résidence à partir de 1832 d'Étienne de Saint-Martin (1831 - 1911), député de l'Indre, conseiller général, maire de Cluis. Il abrite actuellement un centre d'aide par le travail et le gîte du Château de la Rose.
- Château de Fontaie (ou Fontay, Fontais).
- Église Saint-Paxent (XIIe siècle).
- Chapelle Notre-Dame-de-la-Trinité (XVe siècle) : le pèlerinage de la Trinité débute à la chapelle.
- Viaduc de l'Auzon en chantier dès 1889 pour la ligne d'Argenton-sur-Creuse à La Chaussée : il permet le franchissement de l’Auzon, il est long de 499 m et a été utilisé dès 1901. C'est un site de saut à l'élastique.
- Monument aux morts.
- Manoir de Cluis-Dessus (XVe et XVIIe siècles) : l'ancien château des Gaucourt est occupé par la mairie.
- Mottes féodales (Xe siècle).
- Tapisserie d'Aubusson : les tapisseries sont conservées dans la salle du conseil de la mairie, datent des XVIIe et XVIIIe siècles. Ce sont des verdures avec bordures à décor de fabriques et d'oiseaux, fabriquées à Aubusson.
- Halle (XVIIe siècle).
- Bibliothèque François-Bailly : on y trouve des sarcophages de bois du Xe siècle.

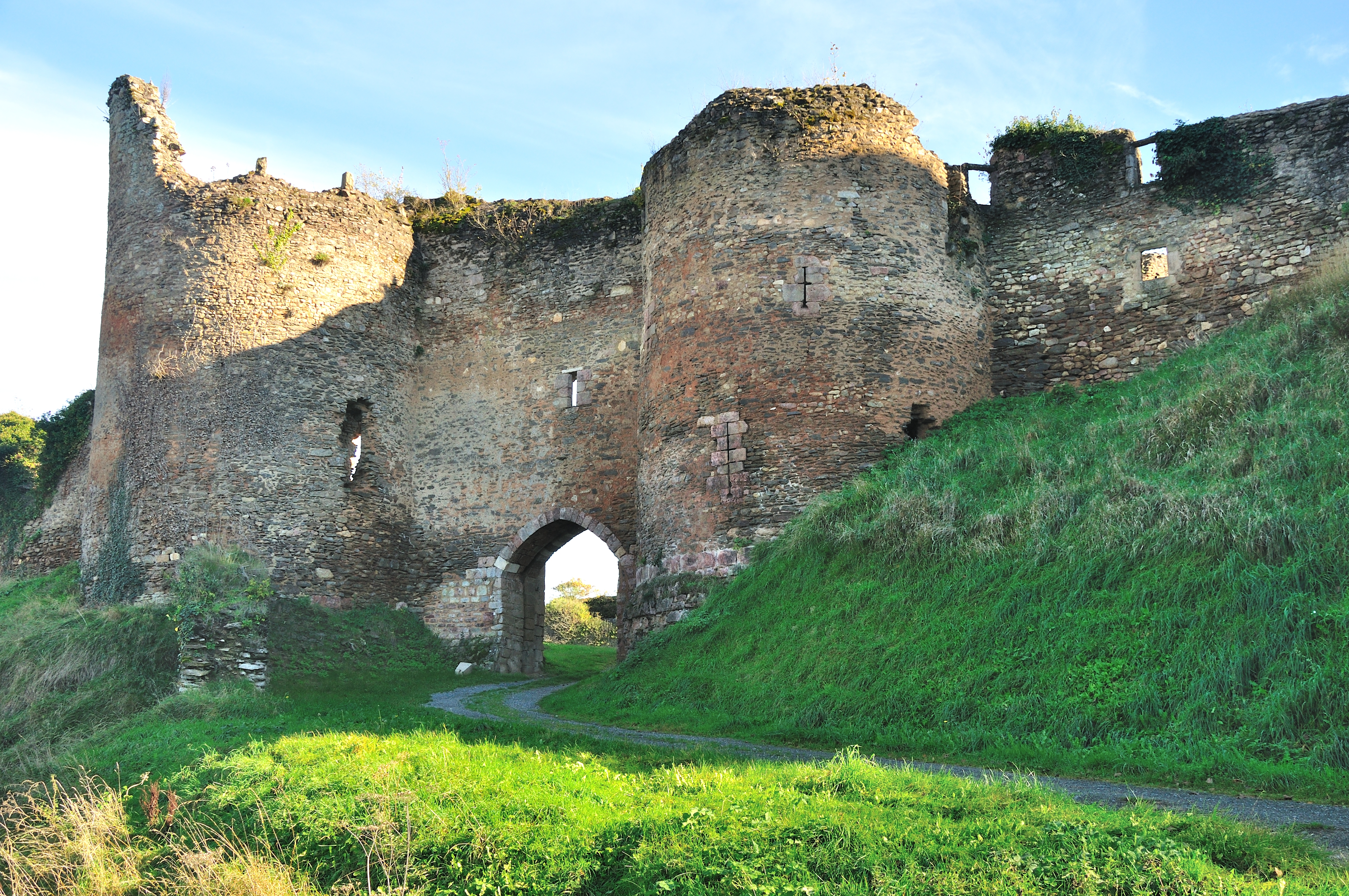
Les ruines du château de Cluis-Dessous en 2011.
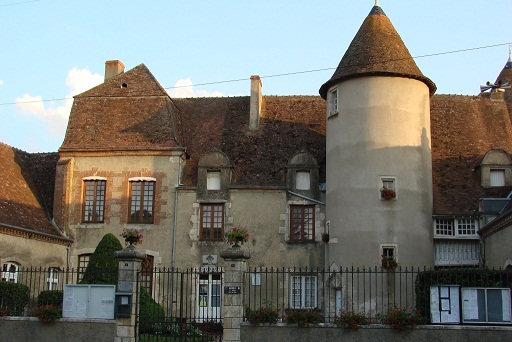
Manoir de Cluis-Dessus, mairie de la commune.
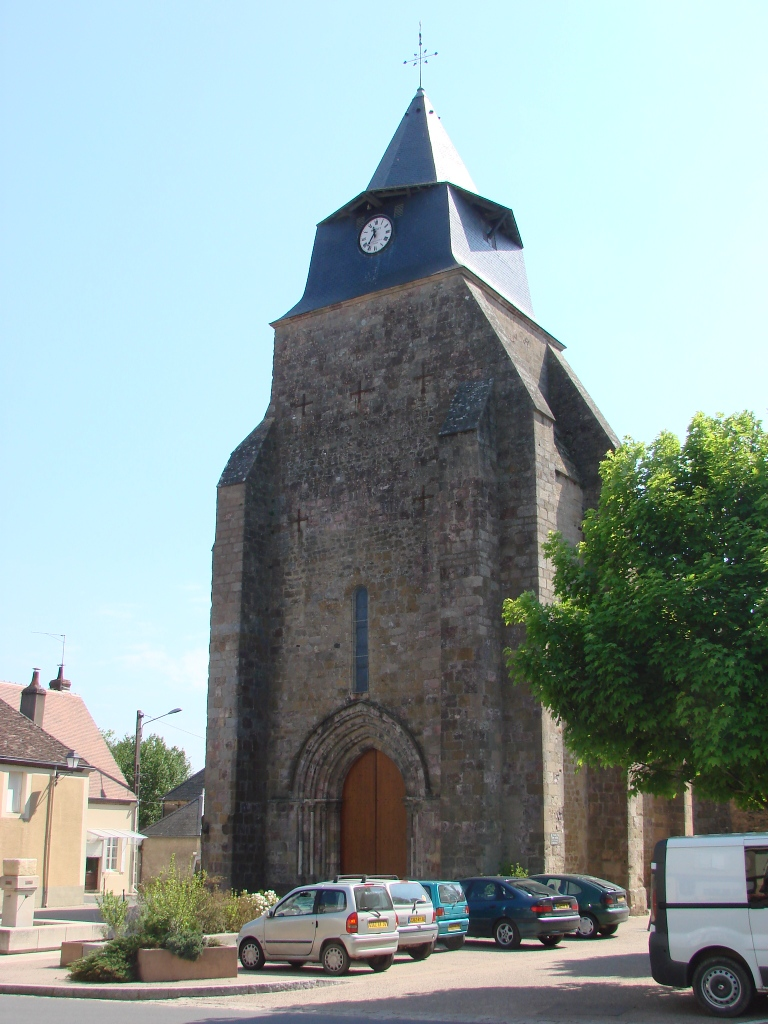
L'église Saint-Paxent en 2008.
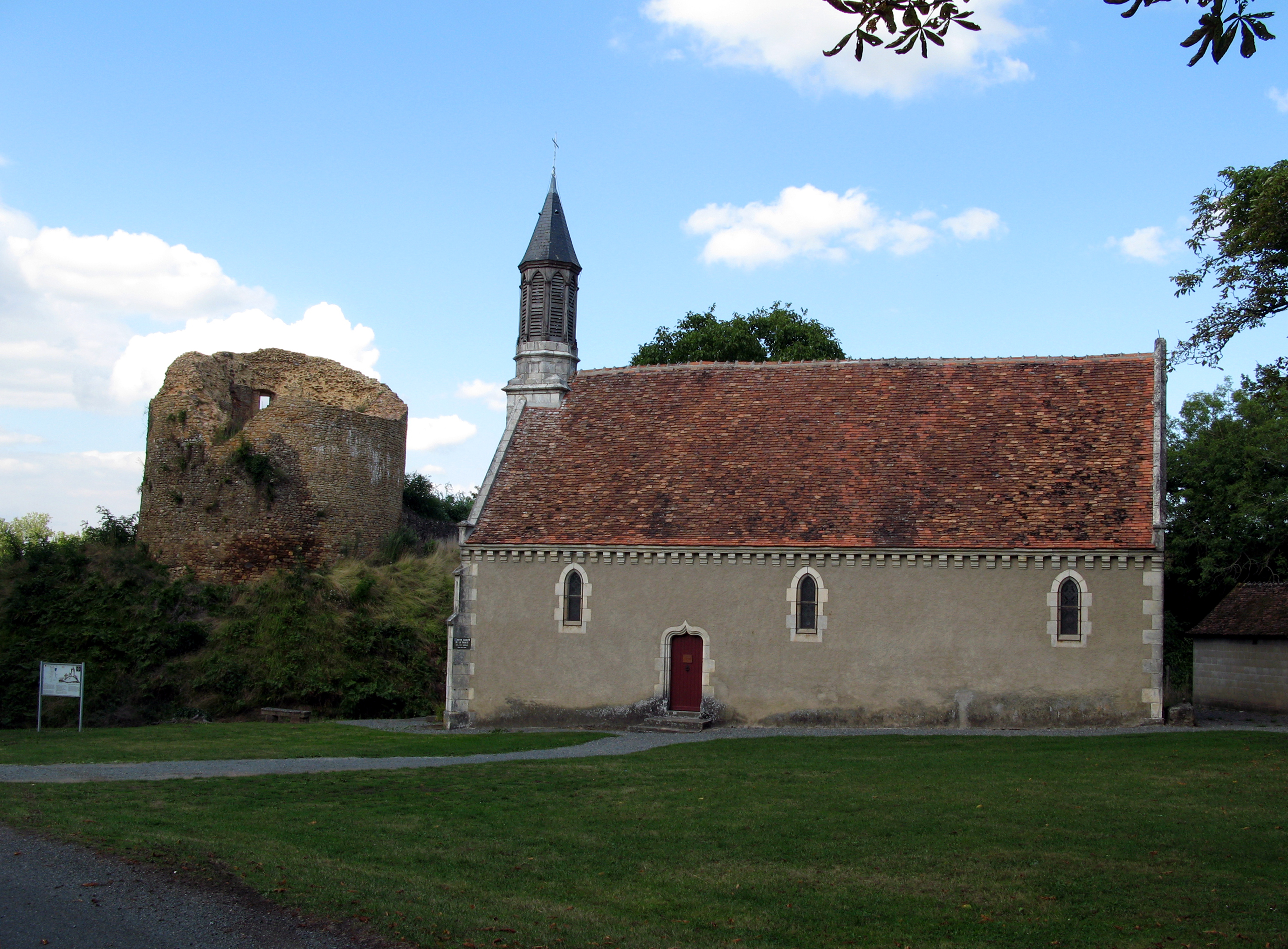
La chapelle Notre-Dame-de-la-Trinité en 2008.
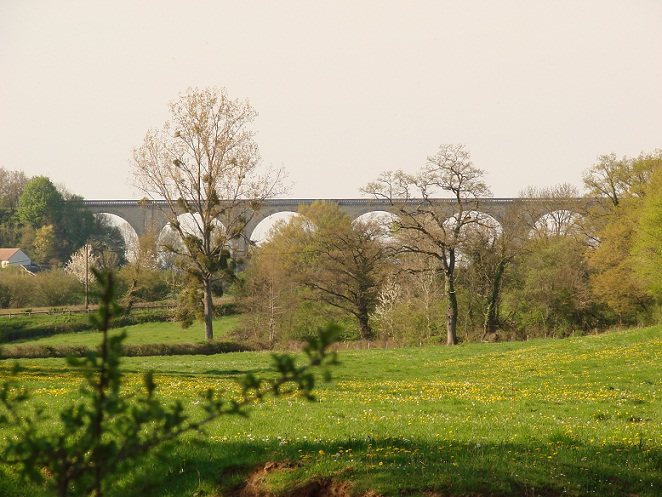
Le viaduc en 2009.
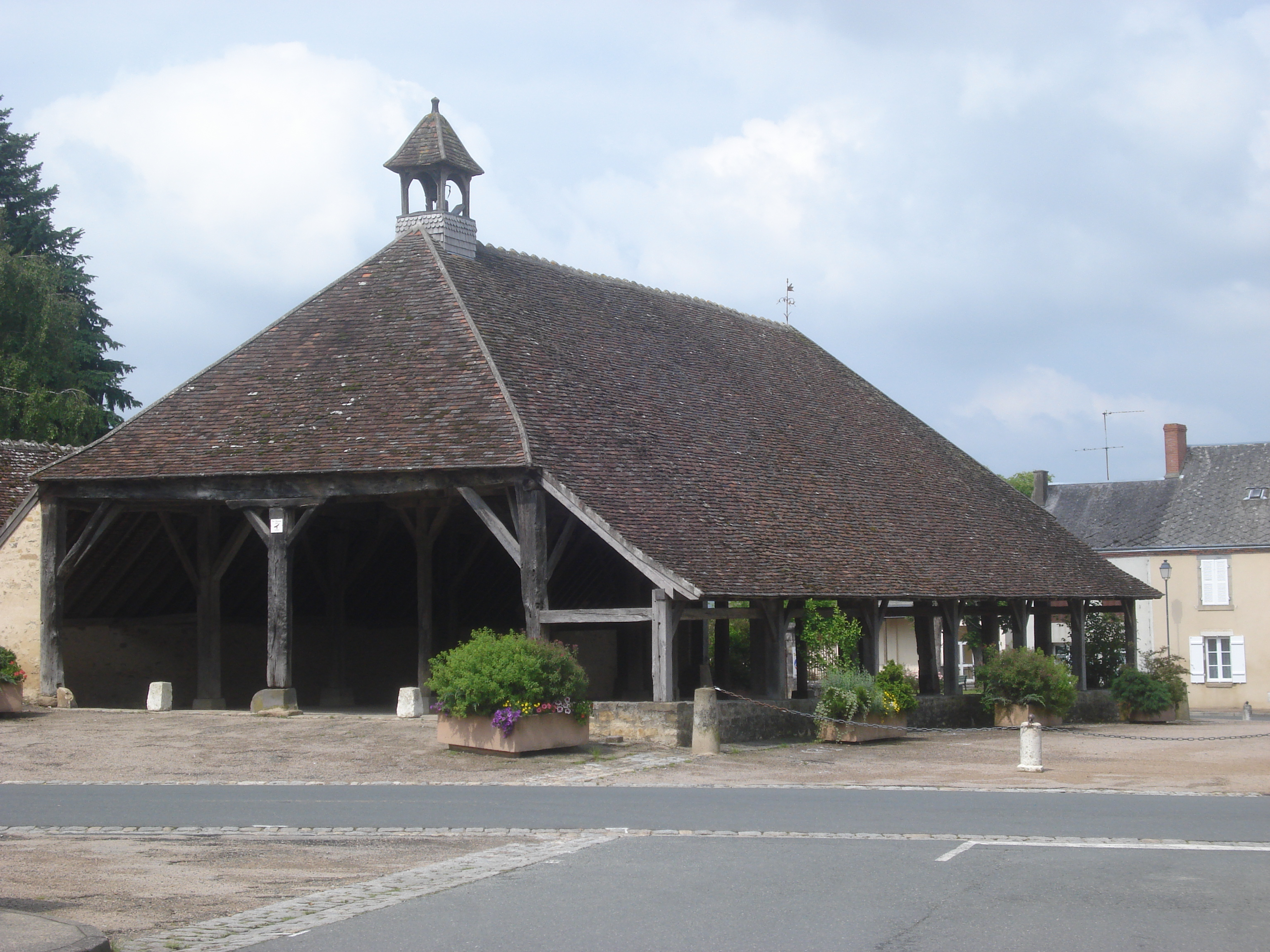
La halle du XVIIe siècle en 2008.

### Personnalités liées à la commune
- George Sand (1804 - 1876), romancière et femme de lettres française, morte dans son domaine de Nohant.
- Étienne de Saint-Martin (1831 - 1911), homme politique français, mort à Cluis.
- Charles Sadron (1902-1993), physicien et chimiste. Né à Cluis.
- Pierrette Marcelle Poirier (1909-1998), née à Cluis, résistante française, reconnue Juste parmi les nations pour son sauvetage de nombreux juifs, adultes et enfants.
- Gérard Depardieu (1948) et Guillaume Depardieu (1971-2008), acteurs, Julie Depardieu (1973) et Delphine Depardieu (1979), actrices, sont les descendants de la famille Depardieu de Cluis. Leur plus lointain ancêtre connu, Jean Depardieu, né et mort à Cluis (1661-1718), y était vigneron.

### Héraldique, logotype et devise
| Blason de Cluis | Blason  | D'hermine aux deux bars adossés de gueules.                                                                                   |
| Blason de Cluis | Détails | C'est aussi le blason de la famille de Gaucourt, installée à Cluis dès 1462. Le statut officiel du blason reste à déterminer. |